# Cemitério Zincirlikuyu

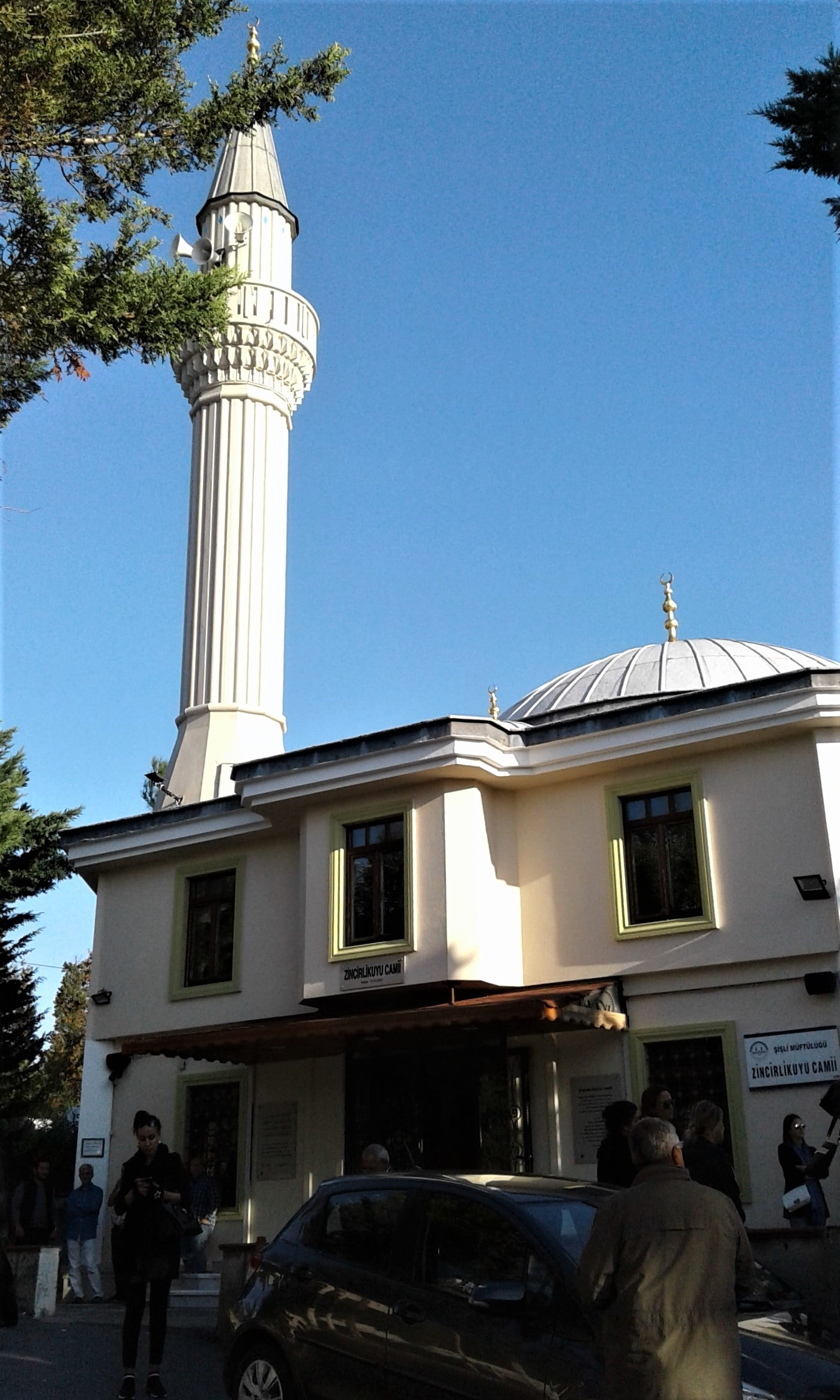
Mesquita Zincirlikuyu no Cemitério Zincirliyikuyu

O Cemitério de Zincirlikuyu (em turco: Zincirlikuyu Mezarlığı) é um cemitério moderno instalado na parte europeia de Istambul, Turquia. É administrado pela Prefeitura Metropolitana. Muitas personalidades proeminentes do mundo da política, negócios, esportes e artes descansam aqui.
O cemitério está localizado na Avenida Büyükdere em Zincirlikuyu, distrito de Şişli, entre os bairros de Esentepe e Levent. É o primeiro cemitério de Istambul estabelecido em uma estrutura contemporânea. Planejado em 1935, o cemitério alcançou na década de 1950 seus limites atuais. Possui uma área de 0,381 km² (94 acres), que está completamente ocupada, incluindo para novos sepultamentos apenas as sepulturas familiares.
Uma mesquita dentro do cemitério, construída e doada pelo empresário turco İbrahim Bodur, foi inaugurada em 2 de abril de 2004. A mesquita foi construída especialmente para orações fúnebres e tem capacidade para 500 pessoas.
O escritório da Administração dos Cemitérios de Istambul está localizado no prédio da entrada do cemitério.
Acima do portão do cemitério, um versículo do Alcorão lembra "Her canlı ölümü tadacaktır" (Todos os seres vivos experimentarão a morte).

## Sepultamentos notáveis

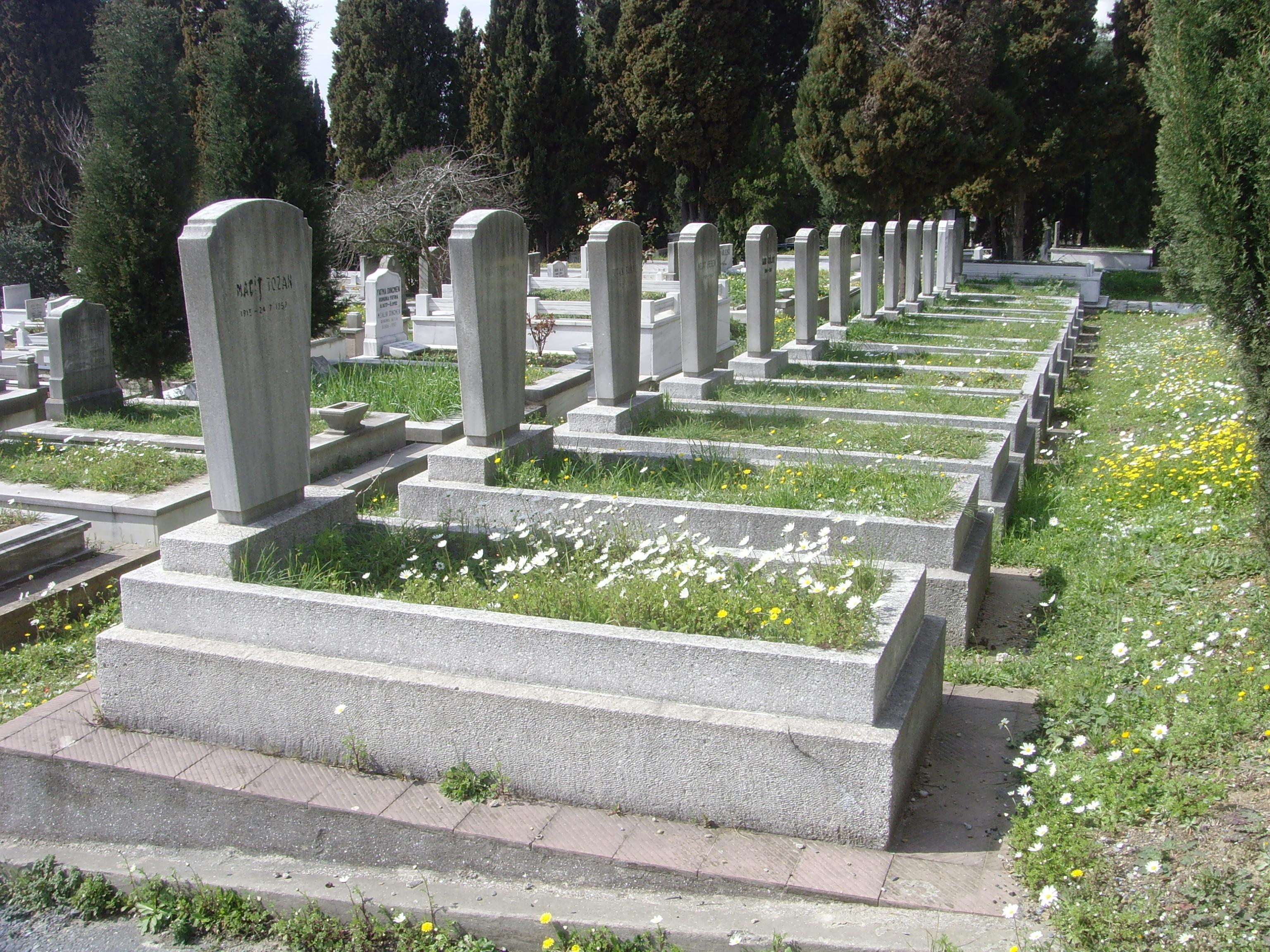
Sepulturas no Cemitério de Zincirlikuyu

Listados em ordem alfabética pelos nomes de família:

### A
- Makbule Abasıyanık (1883–1963), escritor e filantropo
- Sait Faik Abasıyanık (1906–1954), escritor
- Behiye Aksoy (1933–2015), cantora
- Yıldırım Aktuna (1930–2007), psiquiatra e político
- Zeki Alasya (1943–2015), ator e diretor de cinema
- Sadri Alışık (1925–1995), ator de cinema
- Cahit Aral (1927–2011), engenheiro e ministro governamental
- Oğuz Aral (1936–2004), cartunista político
- Mübeccel Argun (1909 1982), esportista, professor de educação física e radialista
- Duygu Asena (1946–2006), colunista, autor de best seller e ativista dos direitos femininos
- Falih Rıfkı Atay (1894–1971), jornalista, escritor e político

### B
- Turhan Baytop (1920–2002), botânico
- Ekrem Bora (1934–2012), ator de cinema
- Behice Boran (1910–1987), sociólogo marxista, político e autor
- Orhan Boran (1928–2012), comediante, apresentador de rádio e TV
- Rıza Tevfik Bölükbaşı (1869–1949), filósofo, poeta e político
- Erol Büyükburç (1936–2015), cantor de música pop, compositor e ator

### C–Ç
- İhsan Sabri Çağlayangil (1908–1993), político, Ministro do Exterior e Presidente do Senado
- Faruk Nafiz Çamlıbel (1898–1973), poeta e político

### D
- Belgin Doruk (1936–1995), atriz de cinema

### E
- Nejat Eczacıbaşı (1913–1993), químico e empresário
- Şakir Eczacıbaşı (1929–2010), farmacêutico, fotógrafo e empresário
- Çetin Emeç (1935–1990), jornalista
- Refik Erduran (1928–2017), dramaturgo, colunista e escritor[2]
- Nihat Erim (1912–1980), jurista, político e primeiro ministro
- Muhsin Ertuğrul (1892–1979), ator e diretor
- Suphi Ezgi 1869–1962), médico militar e musicólogo, compositor

### F
- Fahire Fersan (1900–1997), virtuosa em kemençe clássica
- Defne Joy Foster (1975–2011), atriz afro-estadunidense

### G
- Ayşen Gruda (1944–2019), atriz,[3]
- Cemal Nadir Güler (1902–1947), cartunista,[4]
- Aysel Gürel (1929–2008), atriz e lírica[5]
- Melahat Gürsel (1900–1975), 4.ª Primeira Dama (1960–1966),[6]
- Müslüm Gürses (1953–2013), cantor e ator

### H
- Fikret Hakan (1934– 2017), ator
- Vahit Melih Halefoğlu (1919–2017), político e diplomata,[7]

### I–İ
- Rıfat Ilgaz (1911–1993), poeta e escritor,[8]
- Ayhan Işık (1929–1979), ator de cinema
- Erdal İnönü (1926–2007), cientista e estadista
- Abdi İpekçi (1929–1979), jornalista e intellectual
- İsmail Cem İpekçi (1940–2007), político, jornalista e estadista
- Benal Nevzat İstar Arıman (1903–1990), escritora e política, uma das primeiras 18 mulheres membro do Parlamento Turco
- Fatma Hikmet İşmen (1918–2006), agrônomo, político socialista, senador[9]

### J
- Remzi Aydın Jöntürk (1936–1987), diretor de cinema, produtor de cinema, roteirista, pintor e poeta

### K
- Feridun Karakaya (1928–2004), comediante
- Refik Halit Karay (1888–1965), escritor e jornalista,[10]
- Ömer Kavur (1944–2005), diretor de cinema, produtor de cinema e roteirista
- Orhan Kemal (1914–1970), novelista
- Neriman Köksal (1928–1999), atriz
- Yaşar Kemal (1923–2015), novelista
- Ali Kılıç[11] (1889–1971), oficial do Exército otomano, político e oficial de exército da Turquia
- Dündar Kılıç (1935–1999), chefe mafioso
- Suna Kıraç (1941–2020), membro da família Koç, empresária e fundadora de museu[12]
- Lütfi Kırdar (1887–1961), governador e prefeito de Istanbul, Ministro da Saúde e Segurança Social
- Vehbi Koç (1901–1996), empreendedor e ex pessoa mais rica da Turquia
- Mustafa Koç (1960–2016), empresário e presidente do grande conglomerado turco Koç Holding

### M
- Şaziye Moral (1903–1985), atriz de teatro, cinema e dubladora

### N
- Behçet Necatigil (1916–1979), poeta
- Muhterem Nur (1932–2020), atriz de cinema e cantora de música pop

### O–Ö
- Meral Okay (1959–2012), atriz e roteirista
- Yaman Okay (1951–1993), ator
- Ali Fethi Okyar (1880–1943), diplomata, político, Primeiro Ministro e porta-voz do Parlamento
- Vedat Okyar (1945–2009), futebolista e jornalista esportivo
- Gündüz Tekin Onay (1942–2008), futebolista e treinador do Beşiktaş J.K.
- Zeki Ökten (1941–2009), diretor de cinema
- Coşkun Özarı (1931–2011), futebolista e treinador da seleção nacional
- Attila Özdemiroğlu (1943–2016), compositor e arranjador

### R
- Türkan Rado (1915–2007), primeira professora turca de jurisprudência
- Halit Refiğ (1934–2009), diretor de cinema, produtor de cinema e roteirista

### S–Ş
- Mehmet Sabancı (1963–2004), empresário
- Sakıp Sabancı (1933–2004), empreendedor e segundo homem mais rico da Turquia
- Hasan Saka (1885–1960), político e Primeiro Ministro
- Şükrü Saracoğlu (1887–1953) Primeiro Ministro e presidente do Fenerbahçe S.K.
- Türkan Saylan (1935–2009), Prof. Doctor, educador
- Müzeyyen Senar (1918–2015), cantor de música clássica turca
- Ömer Seyfettin (1884–1920), novelista
- Aydan Siyavuş (1947–1998), treinador de basquete
- Meriç Soylu (1973–2012), diretor
- Mümtaz Soysal (1929–2019), professor de direito constitucional, cientista político, político, ativista dos direitos humanos, colunista e autor,[13]
- Sevgi Soysal (1936–1976), novelista
- Ruhi Su (1912–1985), cantor de música folk
- Kemal Sunal (1944–2000), ator de cinema e comediante
- Atıfet Sunay (1903–2002), quinta Primeira-Dama da Turquia[14]
- Zati Sungur (1898–1984), mágico de palco
- Turgay Şeren (1932–2016), goleiro e empresário futebolístico[15]

### T
- Naim Talu (1919–1998), economista, banqueiro, político e Primeiro Ministro
- Ali Tanrıyar (1914–2017), médico, político, ministro governamental e presidente de clube esportivo
- Safiye Ayla Targan (1907–1998), cantora
- Abdülhak Hâmid Tarhan (1852–1937), poeta e dramaturgo
- Necdet Tosun (1926–1975), ator
- Erdal Tosun (1963–2016), ator
- Gürdal Tosun (1967–2000), ator
- Ahmet Kutsi Tecer (1901–1967), educador, poeta e político
- Talat Tunçalp (1915–2017), Olympian road cyclist,[16]
- Yusuf Tunaoğlu (1946–2000), futebolista[17]

### U–Ü
- Selçuk Uluergüven (1941–2014), theatre, film and television series ator
- Nejat Uygur (1927–2013), ator, comediante

### Y
- Hakkı Yeten (1910–1989), futebolista e treinador do Beşiktaş J.K.
- Yankı Özkan Yıldırır (1972-2014), empresária